# Sürmene

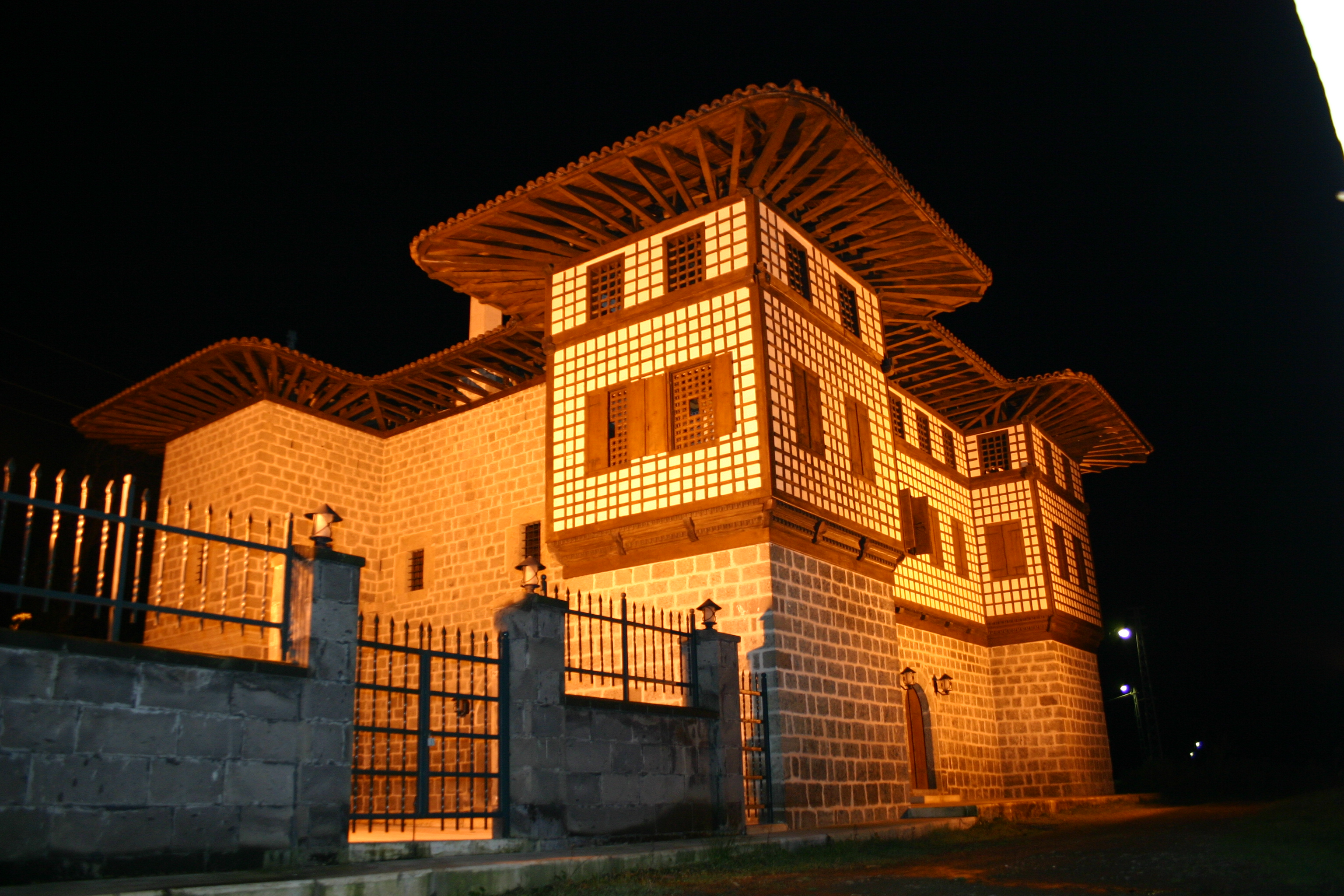
Memiş Ağa Konağı in Sürmene

Sürmene è un comune (in turco Sürmene Belediyesi; in greco δῆμος Σούρμενων?, dē̂mos Soúrmenōn; in armeno Սյուրմենեյի մունիցիպալիտետ?, Syurmeneyi municʻipalitet) della provincia di Trebisonda, in Turchia, capoluogo del distretto omonimo.

## Sport
La squadra di calcio locale è il Sürmenespor Kulübü.